# Manuel Abreu
Pour les articles homonymes, voir Abreu.
Manuel Ferreira Abreu Freitas, né le 8 janvier 1959 à Fafe et mort le 10 mai 2022 au Portugal, est un footballeur franco-portugais devenu entraîneur.

## Biographie
Défenseur latéral et milieu défensif, il joue dans les clubs successifs de Saint-Gratien (1969-1973), Red Star (1973-1978), AS Poissy (1978-1979), Stade de Reims (1979-1983), Paris SG (1983-1984), Nancy (1984-1986), Sporting Braga (1986-1987), Stade Quimpérois (1987-1990), Olympique Football Club Charleville (1990-1991), US Lusitanos Saint-Maur (1991-1993) et Stade de Reims (1991-1996).
Sa famille est liée au foot avec notamment son frère, Alberto Abreu qui, après une carrière de gardien, a pris les rênes en tant qu'entraîneur à Montmorillon.
Lors de la saison 1983-1984 avec le PSG, il dispute dix matchs de Division 1 et trois matchs de Coupe d'Europe de Vainqueurs de Coupe, dont les deux rencontres des huitièmes de finale face à la Juventus, futur vainqueur de l'épreuve (2-2 et 0-0).
Sa carrière de joueur achevée, il devient entraîneur du Stade de Reims de 1995 à 2000, qu'il fait remonter en National en 1999, puis du CRUFC en 2001-2002, qu'il ne parvient pas à maintenir en National et enfin à Sedan avec l'équipe des moins de 18 ans et ensuite la réserve. 
Après une saison sans club, il entraîne pour la saison 2008-2009 le club de l'US Sénart-Moissy (CFA). Il officie par la suite sur le banc des clubs de l'AS Saint-Priest et du FC Chartres.
En juin 2016, il prend les commandes de l'équipe de l'Olympique Saint-Quentin, pensionnaire de CFA 2. Mais en janvier 2017, il annonce qu'il quittera le club à l'issue de la saison.
En juin 2017, il rebondit en Normandie au FC Rouen qui est parvenu à remonter en National 3. Il quitte finalement son poste en février 2018, alors que le club rouennais est relégable.
Il revient entraîner dans la Marne jusqu'en 2020.
Il meurt le 10 mai 2022.

## Statistiques
- 61 matchs et 3 buts en Division 1
- 218 matchs et 15 buts en Division 2
- 3 matchs en Coupe d'Europe des Vainqueurs de Coupe